# Samuel Coco-Viloin
Samuel Coco-Viloin, né le 19 octobre 1987 à Conflans-Sainte-Honorine, est un athlète français spécialiste du 110 m haies. Il fait partie en 2008 de la délégation française participant aux Jeux olympiques de Pékin.

## Biographie
Poussé par son frère aîné Sylvio, Samuel Coco-Viloin fait ses débuts au sein du club Ouest Yvelines Athlétisme. Pour sa première compétition internationale, il remporte la médaille d'argent du 110 m haies lors des Championnats du monde junior 2006 à Pékin. Il s'entraîne ensuite à l'INSEP avec Olivier Vallaeys, coordinateur technique national.
Après une saison blanche en 2007 due à une blessure au bras, Coco-Viloin atteint les demi-finales du 110 m haies lors des Championnats du monde d'athlétisme en salle 2008 séniors à Valence. Le 27 juin 2008, il obtient sa qualification pour les Jeux de Pékin en réalisant 13 s 46 lors du meeting de Villeneuve-d'Ascq. Pour ses premiers jeux, il atteint les demi-finales de Pékin. Malheureusement touché au bras pendant sa course par le Néerlandais Van Der Basten, Coco-Viloin réalise 13 s 65 échouant aux portes de la finale, dans une demi-finale qui avait l'air assez ouverte.
Lors du meeting de Liévin, le 8 février 2011, il termine 4e du 60 m haies avec un chrono de 7 s 66 derrière Dayron Robles et Jeff Porter, tous deux en 7 s 57, et son compatriote Dimitri Bascou (7 s 60).
En 8 s 08, il se classe dernier de la finale du 60 m haies lors des Championnats d'Europe en salle de Paris-Bercy, le 4 mars 2011. Il est notamment devancé par le Tchèque Petr Svoboda et ses compatriotes Garfield Darien et Dimitri Bascou. Il avait réalisé 7 s 68 en demi-finale.

## Records personnels
- 110 m haies : 13 s 46 (2008)